# Сан Леонардо Кјеза (Форли-Чезена)
Сан Леонардо Кјеза (итал. San Leonardo Chiesa) је насеље у Италији у округу Форли-Чезена, региону Емилија-Ромања.
Према процени из 2011. у насељу је живело 16 становника. Насеље се налази на надморској висини од 23 м.